# 岸みきお
岸 みきお（きし みきお）は、日本の漫画家。

## 作品

### 連載
- 未完成ファミリー - 『週刊少年サンデー超』（小学館）にて1996年12月号より1999年10月号まで連載。コミックスは全6巻
高校生の航とその学校の非常勤教師のひかるは、親同士の再婚によって姉弟となる。
- ナズミ@ - 『週刊少年サンデー』（小学館）にて2000年46号より2000年50号まで短期集中連載。『週刊少年サンデー超』2001年1月号より連載。コミックスは小学館より全2巻
郭志はボクシング部の高校生。ハンドルネーム“ウサギ”という女の子とメル友で、次のボクシング試合で勝ったら会うことを約束するが、惨敗する。落ち込む郭志に謎の実行ファイルが貼付されたメールが届き、その添付ファイルを実行したらサポートAI「NAZMI」が女の子の姿で実体化した。
- ドランクバイヤーちどり - 原作:青木健生、『コミック・ガンボ』（デジマ）にて2007年28号より隔週連載。コミックス未発売。
  - ドランクヴィーナスちどり - 『コミック・ガンボ』の休刊に伴い、『プレイコミック』（秋田書店）で2008年10号より連載

百貨店の酒類担当バイヤーである酒神ちどりが日本酒のウンチクを語る。
- 純と愛 出逢い系から生まれた純愛 - 原作:倉科遼、『モバMAN』にて2008年7月18日から2009年6月5日に連載された。コミックスはビッグコミックス（小学館）より全2巻

### 読み切り
- ひとりぼっちのプリンセス - 『週刊少年サンデー』1995年49号